# Staufenstraße 20 (Mönchengladbach)

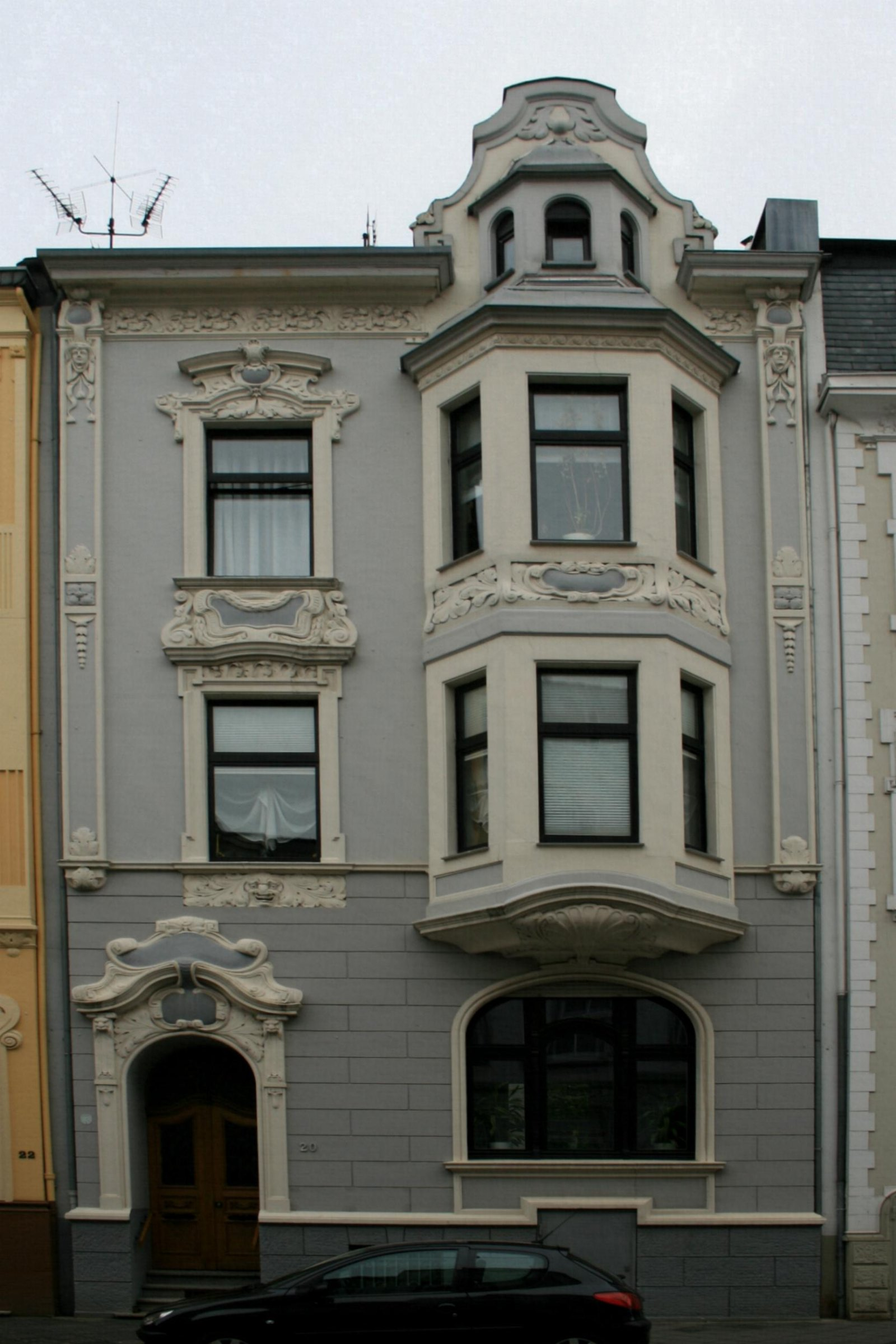
Wohnhaus (2010)

Das Wohnhaus Staufenstraße 20 steht in Mönchengladbach (Nordrhein-Westfalen).

## Lage
Die Staufenstraße liegt im Bereich der Oberstadt und verbindet die Viersener Straße mit der Barbarossastraße. 

## Architektur
Das Haus Nr. 20 ist ein traufständiges, dreigeschossiges, zweiachsiges Wohnhaus unter einem Satteldach mit Erker und Zwerchhaus.
Das Objekt ist aus städtebaulichen und architektonischen Gründen als Baudenkmal unbedingt schützenswert.
Das Gebäude wurde um 1900 erbaut und unter Nr. St 024 am 18. September 1991 in die Denkmalliste der Stadt Mönchengladbach eingetragen.